# Ernst von Friesen
Ernst Freiherr von Friesen (* 9. Februar 1800 in Dresden; † 19. Juni 1869 in Kassel-Wilhelmshöhe) war ein königlich-preußischer Landrat.

## Leben
Er stammte aus der Adelsfamilie von Friesen, Besitzer des Amtes Rammelburg. Sein Vater war Johann Georg Friedrich Freiherr von Friesen und sein älterer Bruder Friedrich Freiherr von Friesen. Als er drei Jahre alt war verstarb seine Mutter (1764–1803), die geborene Gräfin Juliane Caroline von der Schulenburg, eine Tochter von Gebhard Werner von der Schulenburg.
Nach dem Tod von August von Münchhausen 1841 wurde er dessen Nachfolger als Landrat des Mansfelder Gebirgskreises des Regierungsbezirkes Merseburg in der Provinz Sachsen. Es ist nicht bekannt, wie lange er genau dieses Amt innehatte, spätestens 1850 war Anton Ferdinand von Krosigk kommissarisch als neuer Landrat eingesetzt worden.
1856 erhielt Freiherr von Friesen den Rechtsritterschlag als Mitglied des wieder neu erstarkten Johanniterordens und wurde Kommendator der Provinz Sachsen.